# Лукинцево
Лукинцево — деревня в Вологодском районе Вологодской области.
Входит в состав Марковского сельского поселения, с точки зрения административно-территориального деления — в Марковский сельсовет.
Расстояние по автодороге до районного центра Вологды — 22,3 км, до центра муниципального образования Васильевского — 0,3 км. Ближайшие населённые пункты — Яковлево, Васильевское, Бурдуково, Никулино, Косково, Болотово, Борборино.
По переписи 2002 года население — 6 человек.